# Муркрофт, Уильям
Уильям Муркрофт (англ. William Moorcroft; 1872, Берслем, Стаффордшир — 1945) — английский художник-керамист родом из Стаффордшира (центральная Англия), традиционного центра гончарного ремесла.

## Биография и творчество
Муркрофт учился рисунку и живописи в Берслеме, Лондоне и Париже. Затем подрабатывал учителем рисования. В 1897 году керамическая фабрика «James Macintyre & Co. Ltd» в Стаффордшире наняла 24-летнего Муркрофта в качестве рисовальщика, и в течение года он полностью отвечал за художественную продукцию компании.
Муркрофт широко использовал цветные эмали в ярких красных, синих и золотых тонах, а также «переводной» декор (деколь). Муркрофт разработал новые глазури и использовал восточные мотивы. Он изготавливал сосуды и другие изделия в новом тогда стиле ар-нуво с декором из стилизованных растительных мотивов: «Florian Ware», а также декор с люстром и позолотой: «Aurelian Ware».

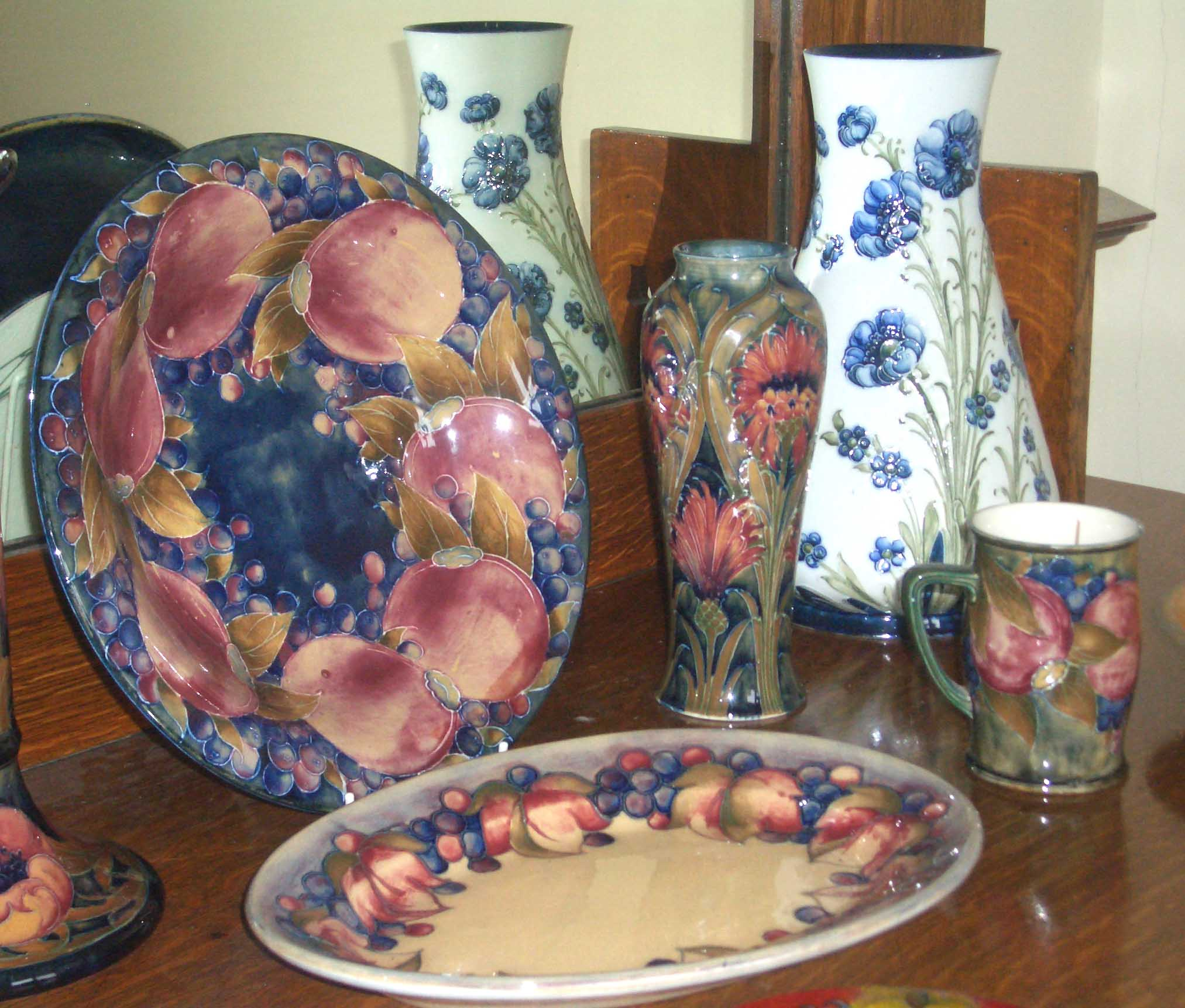
Изделия фабрики Муркрофта (1913—1930)

Изделия Уильяма Муркрофта были отмечены золотой медалью на Всемирной выставке 1904 года в Сент-Луисе (США). Его успех как индивидуального мастера вызывал недовольство со стороны его работодателей, что в 1912 году привело к решению закрыть его мастерскую в фирме Макинтайр, на которой он в то время работал.
В 1913 году Уильям Муркрофт основал собственную фабрику в Кобридже с приглашёнными мастерами из Макинтайра. Продукция фабрики имела успех. Большая часть изделий продавалась через магазины «Liberty & Co» и Tiffany в Нью-Йорке.
В 1928 году королева Мария сделала мастера «гончаром королевы» с правом королевского герба на керамических изделиях. Сын Уильяма Макинтайра, Уолтер, присоединился к компании, когда ему было двадцать, и взял на себя управление фабрикой в 1945 году, незадолго до смерти Уильяма.